# The Peanuts
The Peanuts (ザ・ピーナッツ), est un duo populaire féminin de J-pop, actif de 1959 à 1975.

## Présentation
The Peanuts est composé des deux idoles japonaises, Emi et Yumi Itō, sœurs jumelles nées le 1er avril 1941 à Tokoname-cho (maintenant Tokoname), préfecture d'Aichi, au Japon. Elles jouent également dans plusieurs films, et animent en parallèle à leur carrière de chanteuses l'émission TV Shabondama Holiday pendant douze ans, de 1961 à 1972. Elles chantent même dans quelques émissions télévisées en Allemagne et aux États-Unis. Elles sont notamment connues en Occident pour avoir interprété le rôle des deux petites fées jumelles des premiers films de la série des « Mothra » : Mothra (1961), Mothra contre Godzilla (1964), et Ghidrah, le monstre à trois têtes (1965).
Le duo cesse ses activités en 1975, mais est désormais culte au Japon, et leurs chansons sont souvent reprises, notamment par W (Double You) en 2004.
Emi Itō fut mariée au célèbre chanteur et acteur Kenji Sawada. Elle est morte le 15 juin 2012 à l'âge de 71 ans.
Yumi Itō meurt le 18 mai 2016 à 75 ans.

## Discographie

### Singles
- Furimukanaide (1962)
- Koi no Vacance (1963)
- Koi no Fuga (1967)

### Albums
- 可愛いピーナッツ (kawaii pinattsu) 1959
- ピーナッツ民謡お国めぐり (pinattsu minyou okuni meguri) 1960
- The Hit Parade 1960
- I'll see you in my dreams 1961
- The Hit Parade Vol.2 1962
- The Hit Parade Vol.3 1962
- The Folk Songs 1963
- Popular Standards 1963
- The Hit Parade 1963
- The Hit Parade Vol.4 1964
- The Hit Parade Vol.5 1964
- The Hit Parade Vol.6 1965
- Souvenirs aus Tokio 1965
- The Hit Parade Vol.6 Around the Europe 1966
- ザ・ピーナッツ・デラックス (The Peanuts Deluxe) 1967
- Golden Deluxe 1968
- Feelin' Good new dimension of the Peanuts 1970
- ザ・ピーナッツ・ダブル・デラックス (The Peanuts Double Deluxe) 1971
- ザ・ピーナッツ・ベスト・アルバム (The Peanuts Best Album) 1971
- 華麗なるフランシス・レイ・サウンド ザ･ピーナッツ最新映画主題歌を歌う (kareinaru furanshisu rei saundo The Peanuts saishin eiga jyudaika wo utau) 1971
- 世界の女たち (sekai no onnatachi) 1972
- Superdisc 20 1972
- ザ・ピーナッツ・オン・ステージ (The Peanuts On Stage) 1972
- ザ・ピーナッツ・ベスト２０／指輪のあとに (The Peanuts Best 20 / yubiwa no atoni) 1973
- 情熱の砂漠 (jyonetsu no sabaku) 1973
- Superdisc 20 1973
- 気になる噂／ベスト・オブ・ザ・ピーナッツ (ki ni naru uwasa/Best Of The Peanuts) 1974
- ザ・ピーナッツベスト２０ (The Peanuts Best 20) 1974
- Eternal! 1975
- ザ・ピーナッツ・ベスト２０ (The Peanuts - Best 20) 1975
- Big Star Series ザ・ピーナッツ (Big Star Series The Peanuts) 1976
- Big Star W Series ザ・ピーナッツ (Big Star W Series The Peanuts) 1977
- The Peanuts Original 1978
- The Peanuts Pops 1978
- The Peanuts Love 1978
- Best Star W Deluxe 1979
- スーパースター・ベスト・アルバム ザ・ピーナッツ (Super Star Best Album The Peanuts) 1979
- Monument 1980
- ザ・ピーナッツ・ベスト (The Peanuts Best) 1980
- The Peanuts History Vol.1 1983
- The Peanuts History Vol.2 1983
- ザ・ピーナッツ・ベスト 1984
- 復刻盤　ザ・ピーナッツ・オン・ステージ (fukkokuban The Peanuts On Stage) 1984
- ザ・ピーナッツ・ベスト・アルバム (The Peanuts Best Album) 1985
- Ｄ.Ｃ.恋のフーガ (D.C. koi no fuuga) 1987
- Ｄ.Ｃ. Retro 1987

## Filmographie
- 1961 : Mothra (モスラ, Mosura) d'Ishirō Honda : Shobijin (fées jumelles)
- 1964 : Mothra contre Godzilla d'Ishirō Honda : Shobijin (fées jumelles)
- 1964 : Ghidrah, le monstre à trois têtes d'Ishirō Honda : Shobijin (fées jumelles)